# Beato
Beato est une freguesia de Lisbonne.
Le Palacio do Grilo est situé dans ce quartier.